# 9. etape af Tour de France 2008
Niende etape af Tour de France 2008 blev kørt søndag d. 13. juli og gik fra Toulouse til Bagnères-de-Bigorre.
Ruten var 224 km. lang.
- Etape: 9
- Dato: 13. juli
- Længde: 224 km
- Danske resultater:

96. Nicki Sørensen + 18.55
- Gennemsnitshastighed: 39,6 km/t

## Sprint og bjergpasseringer

### 1. sprint (Saint-Sulpice-sur-Lèze)
Efter 29,5 km
| Vinder | Aleksandr Kuschynski | 6p |
| 2.     | Nicolas Jalabert     | 4p |
| 3.     | Sebastian Lang       | 2p |

### 2. sprint (Sengouagnet)
Efter 111 km
| Vinder | Nicolas Jalabert     | 6p |
| 2.     | Aleksandr Kuschynski | 4p |
| 3.     | Sebastian Lang       | 2p |

### 1. bjerg (Côte de Saint-Pey)
4. kategori stigning efter 42 km
| Plads | Navn                 | Point |
| ----- | -------------------- | ----- |
| 1.    | Sebastian Lang       | 3     |
| 2.    | Aleksandr Kuschynski | 2     |
| 3.    | Nicolas Jalabert     | 1     |

### 2. bjerg (Côte de Sainte-Quitterie)
4. kategori stigning efter 46 km
| Plads | Navn                 | Point |
| ----- | -------------------- | ----- |
| 1.    | Sebastian Lang       | 3     |
| 2.    | Nicolas Jalabert     | 2     |
| 3.    | Aleksandr Kuschynski | 1     |

### 3. bjerg (Côte de Mane)
4. kategori stigning efter 91 km
| Plads | Navn                 | Point |
| ----- | -------------------- | ----- |
| 1.    | Sebastian Lang       | 3     |
| 2.    | Nicolas Jalabert     | 2     |
| 3.    | Aleksandr Kuschynski | 1     |

### 4. bjerg (Col de Buret)
4. kategori stigning efter 113,5 km.
| Plads | Navn                 | Point |
| ----- | -------------------- | ----- |
| 1.    | Sebastian Lang       | 3     |
| 2.    | Aleksandr Kuschynski | 2     |
| 3.    | Nicolas Jalabert     | 1     |

### 5. bjerg (Col des Ares)
3. kategori stigning efter 123,5 km.
| Plads | Navn                 | Point |
| ----- | -------------------- | ----- |
| 1.    | Sebastian Lang       | 4     |
| 2.    | Aleksandr Kuschynski | 3     |
| 3.    | Nicolas Jalabert     | 2     |
| 4.    | Samuel Dumoulin      | 1     |

### 6. bjerg (Col de Peyresourde)
1. kategori stigning efter 166,5 km.
| Plads | Navn                 | Point |
| ----- | -------------------- | ----- |
| 1.    | Sebastian Lang       | 15    |
| 2.    | Aleksandr Kuschynski | 13    |
| 3.    | Nicolas Jalabert     | 11    |
| 4.    | David De la Fuente   | 9     |
| 5.    | Maxime Monfort       | 8     |
| 6.    | Luis León Sánchez    | 7     |
| 7.    | Mikel Astarloza      | 6     |
| 8.    | Matteo Carrara       | 5     |

### 7. bjerg (Col d'Aspin)
1. kategori stigning efter 198 km.
| Plads | Navn               | Point |
| ----- | ------------------ | ----- |
| 1.    | Riccardo Riccò     | 30    |
| 2.    | Sebastian Lang     | 26    |
| 3.    | Bernhard Kohl      | 22    |
| 4.    | David De la Fuente | 18    |
| 5.    | Vincenzo Nibali    | 16    |
| 6.    | Óscar Pereiro      | 14    |
| 7.    | Denis Mensjov      | 12    |
| 8.    | Samuel Sánchez     | 10    |

## Resultatliste
|    | Navn               | Land       | Hold                | Tid     |
| -- | ------------------ | ---------- | ------------------- | ------- |
| 1  | Riccardo Riccò     | Italien    | Saunier Duval-Scott | 5:39.28 |
| 2  | Vladimir Efimkin   | Rusland    | Ag2r-La Mondiale    | + 1.04  |
| 3  | Cyril Dessel       | Frankrig   | Ag2r-La Mondiale    | + 1.17  |
| 4  | Dmitrij Fofonov    | Kasakhstan | Crédit Agricole     | + 1.17  |
| 5  | Christian Knees    | Tyskland   | Team Milram         | + 1.17  |
| 6  | Maxime Monfort     | Belgien    | Cofidis             | + 1.17  |
| 7  | Alejandro Valverde | Spanien    | Caisse d'Epargne    | + 1.17  |
| 8  | Roman Kreuziger    | Tjekkiet   | Liquigas            | + 1.17  |
| 9  | Damiano Cunego     | Italien    | Lampre              | + 1.17  |
| 10 | Jaroslav Popovytj  | Ukraine    | Silence-Lotto       | + 1.17  |

## Eksternt link
- Etapeside Arkiveret 24. juni 2008 hos  Wayback Machine på Letour.fr Arkiveret 28. februar 2011 hos  Wayback Machine (fransk) (engelsk) (tysk) (spansk)